# Bloatware
Bloatware é todo software utilitário pré-instalado em dispositivos (como computadores, notebooks, tablets e smartphones), geralmente não facilmente removíveis e indesejáveis, que pode reduzir o tempo de vida de uma bateria ou até mesmo o espaço útil, em memória flash ou disco, que poderia ser usado por uma outra aplicação de maior interesse do usuário.
Há como remover bloatwares no Android, mas o método geralmente requer acesso privilegiado de administrador (root).